# Trece Martires
Trece Martires – miasto na Filipinach w regionie CALABARZON, na wyspie Luzon. W 2010 roku liczyło 104 559 mieszkańców.